# Глушко Сильвестр Васильович
Сильве́стр Васи́льович Глушко́ (2 січня 1896, село Москаленки, нині Обухівського району Київської області — 1964, Київ) — український історик школи Михайла Грушевського.

## Біографічні відомості
У 1930 р. став працювати старшим науковим співробітником в академічній кафедрі історії України доби торговельного капіталу, де його позиції були достатньо сильними. Про це свідчать факти виконання ним обов'язків тимчасового керівника кафедри під час відряджень та відпусток Сергія Шамрая, який, крім керування Комісією Києва і Правобережжя, у 1931 — 1933 рр. фактично керував академічною кафедрою Михайла Грушевського.

## Арешт
Хвиля арештів співробітників Грушевського невдовзі підхопила й Глушка: 26 лютого 1933 р. він був арештований у справі Української військової організації, а вже 5 травня постановою Судової Трійки при Колегії Державного політичного управління УСРР був засуджений до 5 років концтаборів.

## Звільнення
Покарання історик відбував в Ухто-Печерському виправно-трудовому таборі, звідки був звільнений 10 січня 1937 р., але залишився там працювати вільнонайманим на посаді економіста відділу капітального будівництва «Ухтіжемлагу» НКВС. Є дані, що в ці роки з Сильвестром Глушком, який перебував у таборі, листувався Олександр Грушевський.
За сумлінну працю з Сильвестра Глушка судимість і зв'язані з нею обмеження були зняті за постановою Особливої наради НКВС у лютому 1941 р., але через кілька місяців він був знову арештований і провів у в'язниці більше року. Після того Сильвестр Глушко і далі жив і працював у м. Іжевську Удмуртської АРСР аж доки у 1956 р. не вийшов на пенсію важко хворим.

## Реабілітація
За деякими відомостями, після реабілітації 1958 р. він повернувся в Україну і жив у м. Ірпені біля Києва. Помер 21 березня 1961 року в Києві.